# كوتان عليا
كوتان عليا هي قرية في مقاطعة تكاب، إيران. يقدر عدد سكانها بـ 306 نسمة بحسب إحصاء 2016.